# كيت (فلم)
كيت (بالإنجليزية: Kate) هو فيلم أكشن إثارة أمريكي لعام 2021 من إخراج سيدريك نيكولاس-ترويان وبطولة ماري إليزابيث وينستد،وودي هارلسون،مكيل هاوسمان وتادانوبو أسانو.
تم عرض الفيلم على نتفليكس يوم 10 سبتمبر 2021.